# Sap-en-Auge
Sap-en-Auge – gmina we Francji, w regionie Normandia, w departamencie Orne. W 2013 roku liczba ludności wynosiła 1000 mieszkańców.
Gmina została utworzona 1 stycznia 2016 roku z połączenia dwóch ówczesnych gmin: Orville oraz Le Sap. Siedzibą gminy została miejscowość Le Sap.